# Prix Kandinsky (France)
Ne doit pas être confondu avec Prix Kandinsky (Russie).
Pour les articles homonymes, voir Prix Kandinsky.
Le prix Kandinsky est un prix artistique français attribué de 1946 à 1961 à Paris.

## Histoire
Le prix a été créé par Nina Kandinsky en mémoire de son mari Vassily Kandinsky, mort en 1944. Kandinsky étant un pionnier de l'art abstrait, la finalité du prix était de promouvoir les jeunes peintres travaillant dans le domaine de l'abstraction et de l'art informel.
Le prix a été décerné pour la première fois en 1946 par un jury composé de, entre autres, Léon Degand, Charles Estienne et Wilhelm Uhde. Les premiers lauréats du prix nouvellement créé sont les peintres Jean Dewasne et Jean Deyrolle, le dernier lauréat en 1961 étant le peintre Piero Dorazio.
Les prix étaient accompagnés d'une exposition à la galerie Denise René à Paris.

## Lauréats
- 1946 : Jean Dewasne et Jean-Jacques Deyrolle
- 1947 : Serge Poliakoff
- 1948 : Max Bill et Jean Leppien
- 1949 : Youla Chapoval et Marie Raymond
- 1950 : Richard Mortensen
- 1951 : Jean Degottex
- 1952 : Pablo Palazuelo
- 1953 : Alexandre Istrati
- 1955 : Natalia Dumitresco
- 1960 : Eduardo Chillida
- 1961 : Piero Dorazio

## Expositions
- 1975 Les Prix Kandinsky 1946-61, Galerie Denise René, Paris

## Note
Le prix Kandinsky n'a rien à voir avec le prix Kandinsky, décerné à Moscou depuis 2007 par la fondation russe ArtChronika avec le soutien du groupe Deutsche Bank.